# Australian Women's Register
Het Australian Women's Register is een databank die in maart 2000 werd opgericht ter ondersteuning van archiefmateriaal over Australische vrouwen.
Het project is onderdeel van het Australian Women's Archives Project, en is een samenwerking tussen de Universiteit van Melbourne en  National Foundation for Australian Women.
Het betreft een online doorzoekbare database met biografische gegevens over Australische vrouwen en hun organisaties, en bevat links naar andere bronnen van informatie.
In 2021 bevat de database ruim zevenduizend records met ruim vierduizend archiefbronnen.